# Valentin Valentinovič Ivanov
Valentin Valentinovič Ivanov (Moskva, 4. srpnja 1961.) je ruski nogometni sudac.
Valentin Ivanov bio je jedan od najstarijih sudaca na svjetskom nogometnom prvenstvu u Njemačkoj. Rođen je 1961. u Moskvi, gdje je dugi niz godina radio kao profesor tjelesnog odgoja. Iako se kasno počeo baviti suđenjem (1989.), brzo se probijao kroz sudačke strukture ruskog nogometa. Na FIFA-inoj listi pojavio se 1997., ali nema previše iskustva na velikim natjecanjima jer je tek u Portugalu ušao u odabrano sudačko društvo. Prije toga je sudio tek na Europskom juniorskom prvenstvu u Slovačkoj (2001.), na kojem su ga upoznali i hrvatski ljubitelji nogometa. Naime, na tom natjecanju nastupila je poznata generacija U-21 u kojoj su bili Pletikosa, Tudor, Leko, Vranješ, Mikić, Deranja, Šerić i ostali.